# Wang Liuyi
Wang Liuyi (n. 16 ianuarie 1997, Shenzhen, Republica Populară Chineză) este o sportivă ce a reprezentat Republica Populară Chineză, medaliată olimpică. A participat la o ediție a Jocurilor Olimpice (2024) în care a câștigat o medalie de aur.

## Participări
Lista de mai jos prezintă principalele competiții la care a participat Wang Liuyi de-a lungul carierei.
- Înot sincron la Jocurile Olimpice de vară din 2024 - perechi feminin